# Paradigme de la double tâche
 (décembre 2023).
Le paradigme de la double tâche est une procédure de neuropsychologie expérimentale consistant en la réalisation par un individu de deux tâches simultanément, afin d'en comparer les performances avec celles obtenues lorsque le sujet effectue les tâches séparément. Si les scores sur une ou les deux tâches sont inférieurs lorsqu’elles sont effectuées simultanément plutôt que séparément, ces tâches interfèrent et on considère qu'elles sont en compétition pour la même classe de ressources de traitement de l’information dans le cerveau.
Par exemple, réciter de la poésie et faire du vélo sont des tâches qui peuvent être réalisées aussi bien séparément que simultanément. Cependant, réciter de la poésie pendant la rédaction d’un essai détériore la performance d’au moins une de ces deux tâches, car elles interfèrent l’une avec l’autre.
L'interprétation des paradigmes de double tâche suit l'idée selon laquelle les ressources de traitement du cerveau humain sont limitées et partageables et peuvent être subdivisées en plusieurs classes,.